# The Meg
The Meg (bra: Megatubarão; prt: Meg: Tubarão Gigante) é um filme de ação, suspense e ficção científica estadunidense de 2018, dirigido por Jon Turteltaub e escrito por Dean Georgaris, Jon Hoeber e Erich Hoeber, vagamente baseado no livro Meg: A Novel of Deep Terror, de Steve Alten. Produzido pela Warner Bros. Pictures, Gravity Pictures, Flagship Entertainment, Apelles Entertainment, Di Bonaventura Pictures e Maeday Production e distribuído pela Warner Bros. Pictures, é estrelado por Jason Statham, Li Bingbing, Cliff Curtis, Rainn Wilson e Ruby Rose. The Meg conta a história de pesquisadores submarinos que veem o ressurgimento do Megalodonte, um gigantesco ancestral pré-histórico do tubarão. A produção foi filmado na China e na Nova Zelândia. Lançado em agosto de 2018, o filme dividiu críticos, considerado ou filme B que conseguia entreter ou uma produção pouco inspirada, e faturou mais de US$ 505 milhões globalmente.

## Elenco
- Jason Statham como Jonas Taylor
- Li Bingbing como Suyin
- Rainn Wilson como Morris
- Cliff Curtis como Mac
- Page Kennedy como DJ
- Ruby Rose como Jaxx
- Winston Chao como Zhang
- Jessica McNamee como Lori
- Ólafur Darri Ólafsson como The Wall
- Robert Taylor como Heller
- Sophia Cai as Meiying
- Masi Oka como Toshi

## Recepção

### Crítica
No agregador de críticas Rotten Tomatoes, que categoriza as opiniões apenas como positivas ou negativas, o filme tem um índice de aprovação de 45% calculado com base em 305 comentários dos críticos que é seguido do consenso: "The Meg prepara o público para um bom filme B à moda antiga, mas carece das emoções do gênero - ou da mordida cafona - para valer a pena mergulhar nele." Já no agregador Metacritic, com base em 46 opiniões de críticos que escrevem em maioria para a imprensa tradicional, o filme tem uma média aritmética ponderada de 46 entre 100, com a indicação de "revisões mistas ou neutras".

### Público
O público entrevistado pela CinemaScore deu ao filme uma nota média de "B+" em uma escala de A+ a F.

## Sequência
Em abril de 2018, Jason Statham disse que uma sequência de Meg aconteceria se o filme fosse bem com o público, dizendo: "Eu acho que é como qualquer coisa nos dias de hoje - se dá dinheiro, obviamente há um apetite para ganhar mais dinheiro. E se não vai bem, eles logo vão varrer para baixo do tapete. Mas é assim que Hollywood funciona."
Naquele mês de agosto, Steve Alten disse "Meu sentimento sempre foi de que esta é uma franquia de bilhões de dólares se fosse bem feita. Mas para ser bem feito, você tinha que acertar o tubarão, acertar o elenco, pegar o tom certo. E a Warner Bros. acertou em cheio. Os produtores acertaram em cheio."
Em outubro de 2018, a produtora executiva Catherine Xujun Ying anunciou que uma sequência estava nos estágios iniciais de desenvolvimento.
Em março de 2019, foi anunciado que o roteiro do filme estava sendo elaborado. Em seu boletim setembro 2020, Steve Alten confirmou o roteiro. O diretor britânico Ben Wheatley foi anunciado para dirigir em 23 de outubro de 2020.
Em abril de 2021, Jason Statham disse acreditar que as filmagens começariam em janeiro de 2022 e que Ben Wheatley estaria dirigindo.
Sequência do filme terá como título "The Meg 2: The Trench " e agosto de 2021 o diretor Ben Wheatley comentou sobre o filme, garantido que o filme será grandioso.